# 巴桑 (沃州)
巴桑（法語：Bassins）是瑞士联邦西部法语区的沃州下设的一个市镇。在行政上属于尼永区管辖。巴桑的总面积为20.79平方公里。截至2007年，总人口为1,064。